# 미부로시
미부로시(일본어: 壬生浪士)는 일본 에도 시대의 낭사(浪士) 단체로, 신센구미의 전신이다. 세이추로시(精忠浪士)라고도 한다.
분큐 3년(1863년) 2월에 기요카와 하치로가 인솔하여 교토로 왔던 로시구미가 에도로 돌아간 이후에도, 세리자와 가모, 곤도 이사미 등을 중심으로 한 전 로시구미 대원 24명은 교토에 잔류하였다. 이들은 그해 3월 12일에 아이즈번에게 맡겨졌고, 스스로 미부로시구미라는 이름을 붙였다. 이중 도노우치 요시오, 이에사토 쓰구오 등의 일파는 4월에 탈퇴하거나 숙청되었고, 세리자와 일파 또한 9월 경에 제거, 퇴출되었다. 곤도 일파에 의해 장악된 미부로시구미는 9월 25일 신센구미로 이름을 바꾸게 되었다.
신센구미로 거듭나기 이전에는 빈곤함으로 인해 행색이 초라하여 일부 교토 사람들에게 '미보로'라 불리며 야유를 받았다. 별칭으로 '미부의 늑대(壬生の狼)'라고도 불렸다.

## 조직 초기 구성원
당시 초기 멤버 24명은 아래와 같다.

### 세리자와 일파
- 세리자와 가모(芹沢鴨)
- 니미 니시키(新見錦)
- 다나카 이오리(田中伊織): 니미 니시키와 동일인물이라고 함.
- 히라야마 고로(平山五郎)
- 히라마 주스케(平間重助)
- 노구치 겐지(野口健司)
- 사에키 마타사부로(佐伯又三郎)
- 가스야 신고로(粕谷新五郎)

### 시위관 일파 (곤도 일파)
- 곤도 이사미(近藤勇)
- 히지카타 도시조(土方歳三)
- 오키타 소지(沖田総司)
- 야마나미 케이스케(山南敬助)
- 나가쿠라 신파치(永倉新八)
- 하라다 사노스케(原田左之助)
- 이노우에 겐자부로(井上源三郎)
- 도도 헤이스케(藤堂平助)
- 사이토 하지메(斎藤一)
- 아비루 에이사부로(阿比類鋭三郎)

### 도노우치·이에사토 일파
- 도노우치 요시오(殿内義雄)
- 이에사토 쓰구오(家里次郎)
- 네기시 유잔(根岸友山)
- 엔도 조안(遠藤丈庵)
- 시미즈 고이치(清水吾一)
- 스즈키 조조(鈴木長蔵)
- 가미시로 진노스케(神代仁之助)

## 이후 참여한 인원
초기 성립 이후부터 신센구미로 개명하기까지의 참여 인원은 아래와 같다.

### 1863년 5월경까지
- 사사키 아이지로(佐々木愛次郎)
- 가와지마 가쓰지(川島勝司)
- 미우라 겐타로(三浦堅太郎)
- 사사키 구라노스케(佐々木蔵之助)
- 안도 하야타로(安藤早太郎)
- 마쓰바라 주지(松原忠司)
- 가메이 기미노스케(亀井造酒之助)
- 아리도시 시메노신(蟻通七五三之進)
- 마즈메 류타로(馬詰柳太郎)
- 마즈메 신주로(馬詰信十郎)
- 하마구치 기이치(濱口鬼一)
- 하야시 신타로(林信太郎)
- 다도코로 히로토(田所弘人)
- 시마다 가이(島田魁)
- 이에키 쇼겐(家木将監)
- 나카무라 긴고(中村金吾)
- 야마다 하루타카(山田春隆)
- 다이마쓰 게이사이(大松系斎)
- 호소카와 다쿠미(細川内匠)
- 스기야마 요지(杉山腰司)

### 1863년 5월 25일 이후
- 오가타 슌타로(尾形俊太郎)
- 야마자키 스스무(山崎烝)
- 다니 산주로(谷三十郎)
- 오자키 야헤(尾崎弥兵衛)
- 가와이 기사부로(河合耆三郎)
- 사카이 효고(酒井兵庫)

### 1863년 8월 18일까지
- 마쓰나가 가즈에(松永主計)
- 오쿠자와 에이스케(奥沢栄助)
- 구스노키 고주로(楠小十郎)
- 히지카타 쓰시마(土方対馬)
- 아베 신조(阿部慎蔵)
- 모리 로쿠로(森六郎)
- 야마노 야소하치(山野八十八)
- 아리도시 간고(蟻通勘吾)
- 슈쿠인 료조(宿院良蔵)
- 오제키 마사지로(尾関雅次郎)
- 마고시 사부로(馬越三郎)
- 마쓰자키 시즈마(松崎静馬)
- 시노즈카 미네조(篠塚峯蔵)
- 후지모토 히코노스케(藤本彦之助)
- 오쿠라 이세타케(御倉伊勢武)
- 이토 요하치로(伊藤与八郎)
- 야나기타 산지로(柳田三二郎)
- 우에다 긴고(上田金吾)
- 와다 하야토(和田隼人)
- 에치고 사부로(越後三郎)
- 나카무라 규마(中村久馬)
- 간노 로쿠로(菅野六郎)
- 아라키다 사마노스케(荒木田左馬之助)

## 같이 보기
- 신센구미